# Peter Klosse
Peter Klosse (Apeldoorn, 1956) is oprichter van de Academie voor Gastronomie oud-eigenaar van Hotel Gastronomique De Echoput.
Klosses ouders zijn de grondleggers van restaurant De Echoput in Hoog Soeren. Zijn vader Jaap Klosse was een van de oprichters van de Alliance Gastronomique Neerlandaise. Klosse promoveerde op 24 maart 2004 met een proefschrift over smaak.
Na zijn studie bedrijfskunde (Nijenrode en Delft) besloot hij samen met zijn vrouw Carla in zijn vaders voetsporen te treden. Na stages bij buitenlandse bedrijven, onder andere bij Robert Kranenborg in Brussel en bij de gebroeders Troisgros in Roanne, werd in 1985 De Echoput overgenomen.

## Smaakonderzoek
Klosse deed aanvankelijk vooral onderzoek naar de wortels van de gastronomie om de dynamiek van de combinatie van wijnen en gerechten te verklaren. Dit leidde tot publicatie van boeken over smaak en uiteindelijk in 2004 tot een promotie aan de faculteit Gezondheidswetenschappen van de Universiteit van Maastricht. De laatste jaren publiceert hij vooral over de rol van smaak in de transitie naar een beter voedselsysteem dat gezonder is voor mens en planeet. 
In 1991 richtte hij de "Academie voor Gastronomie" op. Deze private onderwijsinstelling biedt trainingen en cursussen over smaak, wijn en wijn-spijscombinaties. Klosse is grondlegger van de branchekwalificatie Gastronoom-Sommelier in de Horeca.
Klosse was Lector Gastronomie bij International Hospitality Management aan de Stenden Hogeschool in Leeuwarden van 2011 tot 2013. Sinds 1 oktober 2012 is lector aan de Hogeschool Zuyd (Hotel Management School Maastricht). In die hoedanigheid is hij mede-initiatiefnemer van het programma Vitale (Lim)burgers. Klosse geeft ook college aan diverse masteropleidingen in het buitenland (Basque Culinary Center in San Sebastian en het Future Food Institute in Bologna)
In 2017 is de Stichting T.A.S.T.E opgericht om de consumptie van gezonde en duurzame voeding bevorderen door middel van smaakverbetering, smaakonderzoek, advisering en training. In samenwerking met de Universiteit Maastricht loopt er een PhD onderzoek om het mondgevoelmodel verder te onderbouwen. Klosse is lid van het Foodlab van Google. 